# Unione Sportiva Triestina Calcio 1990-1991
Questa pagina raccoglie le informazioni riguardanti l'Unione Sportiva Triestina Calcio nelle competizioni ufficiali della stagione 1990-1991.

## Stagione
Nella stagione 1990-1991 a Trieste si riparte da Massimo Giacomini nella speranza di ripetere il campionato scorso, ma questa stagione per gli alabardati non si è rivelata positiva fin dall'inizio, per sopperire alle carenze offensive a novembre è stato acquistato dal Bari l'attaccante Lorenzo Scarafoni che in stagione realizza 10 reti, ma non è bastato, perché in campionato si soffre troppo, tanto ché al termine del girone di andata i biancorossi con 13 punti, sono soli soletti all'ultimo posto della graduatoria, si è corso ai ripari esonerando l'allenatore, come è prassi in queste situazioni, al suo posto viene chiamato a Trieste Fernando Veneranda, il quale riesce a prendersi qualche punticino in più nel girone di ritorno, ma non sufficienti per mantenere la categoria cadetta, così dopo sole due stagioni la Triestina torna in Serie C1. Con 30 punti in classifica, retrocede con Barletta, Reggina e Salernitana. Nella Coppa Italia la Triestina elimina nel primo turno di qualificazione i siciliani del Licata, poi nel secondo turno cede il passo al Milan.

## Rosa
| N. |                   | Ruolo | Calciatore             |
| -- | ----------------- | ----- | ---------------------- |
|    | Italia (bandiera) | P     | Enzo Biato             |
|    | Italia (bandiera) | D     | Ersilio Cerone         |
|    | Italia (bandiera) | C     | Bruno Conca            |
|    | Italia (bandiera) | D     | Luigi Corino           |
|    | Italia (bandiera) | D     | Angelo Consagra        |
|    | Italia (bandiera) | D     | Maurizio Costantini    |
|    | Italia (bandiera) | D     | Clay Di Benedetto      |
|    | Italia (bandiera) | D     | Andrea Di Rosa         |
|    | Italia (bandiera) | D     | Diego Donadon          |
|    | Italia (bandiera) | P     | Giulio Drago           |
|    | Italia (bandiera) | C     | Domenico Giacomarro    |
|    | Italia (bandiera) | C     | Dario Levanto          |
|    | Italia (bandiera) | C     | Giovanni Battista Luiu |

| N. |                   | Ruolo | Calciatore          |
| -- | ----------------- | ----- | ------------------- |
|    | Italia (bandiera) | A     | Umberto Marino      |
|    | Italia (bandiera) | D     | Silvio Picci        |
|    | Italia (bandiera) | P     | Gianluca Riommi     |
|    | Italia (bandiera) | C     | Giuseppe Romano     |
|    | Italia (bandiera) | A     | Franco Rotella      |
|    | Italia (bandiera) | C     | Massimo Runcio      |
|    | Italia (bandiera) | D     | Luigi Sandrin       |
|    | Italia (bandiera) | A     | Lorenzo Scarafoni   |
|    | Italia (bandiera) | A     | Antonio Soda        |
|    | Italia (bandiera) | C     | Antonio Terracciano |
|    | Italia (bandiera) | D     | Maurizio Trombetta  |
|    | Italia (bandiera) | C     | Alberto Urban       |

## Risultati

### Campionato

#### Girone di andata
| Trieste 9 settembre 1990 1ª giornata | Triestina       | 0 – 0 | Cremonese | Stadio Giuseppe Grezar\| Arbitro: \| Boggi (Salerno) \| |
| Arbitro:                             | Boggi (Salerno) |       |           |                                                         |

| Arbitro: | Fucci (Salerno) |

|             |           |  |
| Puglisi 31’ | Marcatori |  |

| Arbitro: | Pairetto (Torino) |

|                                 |           |  |
| Giacomarro 57’ (rig.) Picci 84’ | Marcatori |  |

| Arbitro: | Coppetelli (Tivoli) |

|                   |           |  |
| F. Signorelli 54’ | Marcatori |  |

| Trieste 7 ottobre 1990 5ª giornata | Triestina      | 0 – 0 | Ascoli | Stadio Giuseppe Grezar\| Arbitro: \| Bruni (Arezzo) \| |
| Arbitro:                           | Bruni (Arezzo) |       |        |                                                        |

| Arbitro: | De Angelis (Civitavecchia) |

|                        |           |                  |
| Cappellacci 67’ (aut.) | Marcatori | 15’ (rig.) Nitti |

| Arbitro: | Mughetti (Cesena) |

|                                |           |  |
| Cerone 37’ (aut.) Messersì 90’ | Marcatori |  |

| Trieste 28 ottobre 1990 8ª giornata | Triestina        | 0 – 0 | Lucchese | Stadio Giuseppe Grezar\| Arbitro: \| Bazzoli (Merano) \| |
| Arbitro:                            | Bazzoli (Merano) |       |          |                                                          |

| Avellino 4 novembre 1990 9ª giornata | Avellino           | 0 – 0 | Triestina | Stadio Partenio\| Arbitro: \| Fabricatore (Roma) \| |
| Arbitro:                             | Fabricatore (Roma) |       |           |                                                     |

| Trieste 11 novembre 1990 10ª giornata | Triestina       | 0 – 0 | Reggina | Stadio Giuseppe Grezar\| Arbitro: \| Cesari (Genova) \| |
| Arbitro:                              | Cesari (Genova) |       |         |                                                         |

| Arbitro: | Merlino (Torre del Greco) |

|         |           |  |
| Ganz 8’ | Marcatori |  |

| Arbitro: | Monni (Sassari) |

|               |           |                    |
| F. Marino 74’ | Marcatori | 58’, 72’ Scarafoni |

| Arbitro: | Mughetti (Cesena) |

|             |           |            |
| Rotella 74’ | Marcatori | 85’ Lunini |

| Arbitro: | Quartuccio (Torre Annunziata) |

|                    |           |  |
| Zannoni 10’ (rig.) | Marcatori |  |

| Arbitro: | Stafoggia (Pesaro) |

|  |           |                       |
|  | Marcatori | 72’ Porro 88’ Picasso |

| Arbitro: | Bruni (Arezzo) |

|                            |           |               |
| Carruezzo 5’ Pisicchio 33’ | Marcatori | 36’ Scarafoni |

| Arbitro: | Longhi (Roma) |

|            |           |             |
| Cerone 83’ | Marcatori | 85’ Sensini |

| Arbitro: | Bazzoli (Merano) |

|                 |           |  |
| Lantignotti 21’ | Marcatori |  |

| Arbitro: | Luci (Firenze) |

|             |           |          |
| Di Rosa 13’ | Marcatori | 39’ Zago |

#### Girone di ritorno
| Cremona 27 gennaio 1991 20ª giornata | Cremonese       | 0 – 0 | Triestina | Stadio Giovanni Zini\| Arbitro: \| Bettin (Padova) \| |
| Arbitro:                             | Bettin (Padova) |       |           |                                                       |

| Arbitro: | Guidi (Bologna) |

|            |           |            |
| Cerone 83’ | Marcatori | 74’ Protti |

| Arbitro: | Pairetto (Torino) |

|               |           |  |
| Benarrivo 63’ | Marcatori |  |

| Arbitro: | Fucci (Salerno) |

|                            |           |  |
| Scarafoni 2’ U. Marino 72’ | Marcatori |  |

| Arbitro: | Bettin (Padova) |

|               |           |  |
| Pierleoni 18’ | Marcatori |  |

| Arbitro: | Fabricatore (Roma) |

|                                   |           |  |
| Moz 5’ Brogi 29’ Nitti 83’ (rig.) | Marcatori |  |

| Arbitro: | Monni (Sassari) |

|                                                   |           |  |
| Luiu 29’ Urban 45’, 74’ Scarafoni 63’ Rotella 76’ | Marcatori |  |

| Arbitro: | Merlino (Torre del Greco) |

|                              |           |               |
| Rastelli 67’ Paci 84’ (rig.) | Marcatori | 86’ U. Marino |

| Arbitro: | Rosica (Roma) |

|                               |           |               |
| Urban 5’ U. Marino 75’ (rig.) | Marcatori | 48’ Parpiglia |

| Arbitro: | Guidi (Bologna) |

|              |           |                         |
| Simonini 84’ | Marcatori | 28’ Urban 61’ Scarafoni |

| Arbitro: | Nicchi (Arezzo) |

|           |           |            |
| Picci 55’ | Marcatori | 71’ Giunta |

| Arbitro: | Chiesa (Livorno) |

|                           |           |               |
| U. Marino 19’, 44’ (rig.) | Marcatori | 45’, 70’ Aimo |

| Arbitro: | Longhi (Roma) |

|             |           |               |
| Calisti 32’ | Marcatori | 52’ Scarafoni |

| Arbitro: | Mughetti (Cesena) |

|              |           |                    |
| Scarafoni 8’ | Marcatori | 76’ (rig.) Zannoni |

| Arbitro: | Dal Forno (Ivrea) |

|                                        |           |               |
| Rambaudi 23’, 28’ Baiano 73’, 76’, 88’ | Marcatori | 48’ Trombetta |

| Arbitro: | Cornieti (Forlì) |

|                                |           |                |
| Picci 33’ Scarafoni 75’ (rig.) | Marcatori | 12’ Ceramicola |

| Arbitro: | Pezzella (Frattamaggiore) |

|            |           |            |
| Mattei 18’ | Marcatori | 77’ Cerone |

| Arbitro: | Cinciripini (Ascoli Piceno) |

|                                |           |                                    |
| Villa 40’ (aut.) Scarafoni 52’ | Marcatori | 34’ Lantignotti 43’, 83’ Ravanelli |

| Arbitro: | Ceccarini (Livorno) |

|                       |           |  |
| Bivi 11’ Ferretti 32’ | Marcatori |  |

### Coppa Italia

#### Primo turno
| Arbitro: | Mughetti (Cesena) |

|           |           |  |
| Picci 65’ | Marcatori |  |

| Arbitro: | Cinciripini (Ascoli Piceno) |

|  |           |           |
|  | Marcatori | 77’ Picci |

#### Secondo turno
| Arbitro: | Quartuccio (Torre Annunziata) |

|                        |           |  |
| M. Agostini 10’ (rig.) | Marcatori |  |

| Arbitro: | Longhi (Roma) |

|               |           |            |
| G. Romano 17’ | Marcatori | 76’ Simone |